# Ansvarskommittén

Två av förslagen från Ansvarskommittén på ny uppdelning av Sverige i sex eller nio regioner. De breda röda linjerna avgränsar ensamma sex regioner och då även de tunnare röda linjerna inkluderas uppstår nio regioner.

Ansvarskommittén var en svensk parlamentarisk kommitté under ledning av landshövdingen Mats Svegfors, med uppdrag att utreda grundläggande frågor om statens verksamhet samt länssammanslagning och regional organisering. Kommittén tillsattes av regeringen år 2003 och slutrapporterade sitt arbete den 27 februari 2007 till statsrådet Mats Odell. 

## Utredningar
Ansvarskommittén presenterade i december 2003 den offentliga utredningen Utvecklingskraft för hållbar välfärd (SOU 2003:123). Där redovisar kommittén, utifrån en övergripande analys, ett antal utgångspunkter för sitt fortsatta utredningsarbete. Efter denna utredning beslutade regeringen att Ansvarskommitténs fortsatta arbete ska inriktas mot att utreda och komma med förslag på:
- Det samlade kommunala uppdraget.
- Ansvarsfördelningen för hälso- och sjukvården mellan staten, landstingen och kommunerna.
- Regional utveckling och regional samhällsorganisation – hur ansvaret för uppgifter med anknytning till regional utveckling ska fördelas mellan staten och den kommunala nivån.
- Den statliga styrningen av samhällsorganisationen – både relationen mellan regeringen och de statliga myndigheterna och mellan staten och den kommunala nivån.

Den 27 februari 2007 presenterade Ansvarskommittén i slutrapporten sina förslag till förändringar av strukturen och uppgiftsfördelningen inom det svenska samhället.
- Rapport: Förändrad regional indelning
- Ds 2008:17 Remissammanställning – Ansvarskommitténs slutbetänkande
- SOU 2007:10 Ansvarskommitténs slutbetänkande – Hållbar samhällsorganisation med utvecklingskraft
- SOU 2007:11 Delrapport 1 – Staten och kommunerna, uppgifter, struktur och relation
- SOU 2007:12 Delrapport 2 – Hälso- och sjukvården
- SOU 2007:13 Delrapport 3 – Regional utveckling och regional samhällsorganisation

## Ledamöter
- Ordförande: Mats Svegfors (landshövding i Västmanlands län)
- Sven-Erik Österberg (S)
- Göran Magnusson (S)
- Peter Hultqvist (S)
- Ulla Ölvebro (S)
- Elaine Kristensson (S)
- Göran Lennmarker (M), från 1 december 2003
- Carl Cederschiöld (M)
- Olle Schmidt (FP)
- Hans Andersson (V)
- Acko Ankarberg Johansson (KD)
- Stefan Tornberg (C)
- Håkan Wåhlstedt (MP)
- Britt Bohlin Olsson (S), från 20 februari 2003 till 9 oktober 2006
- Åsa Torstensson (C), från 20 februari 2003 till 10 oktober 2006
- Fredrik Reinfeldt (M) från 20 februari till 29 oktober 2003
- Huvudsekreterare: Martin Olauzon

## Debatt
Under ansvarskommitténs arbete framkom detaljer om slutrapportens innehåll. Kommittén framförde inte ett ensamt förslag, utan tre som inte var fastställda i detalj, men ledde likväl till en omfattande debatt. 
Motståndet mot förslaget handlade främst om: 
- En uppdelning av Hallands län i tre delar, vilka skulle infogas i olika regioner.
- En mälarregion med Stockholms, Uppsala, Södermanlands, Västmanlands och Gotlands län – en storregion med en tredjedel av Sveriges befolkning och 40 procent av landets ekonomi.[1] Sedermera backade kommittén i detta fall.
- En sammanslagning av samtliga län i Småland och Östergötland. Kritik riktades mot att demografiskt och historiskt sett hade Småland och Östergötland mycket lite gemensamt, röster höjdes istället för att Småland skulle få bilda ett eget län, kanske tillsammans med Halland eller Blekinge.

## Regeringens ställningstagande
I juli 2007 förklarade den ansvarige minstern Mats Odell, tillsammans med partisekreterana i de övriga regeringspartierna, att de inte avsåg att gå vidare med kommitténs förslag om att det skulle inrättas storregioner. I en debattartikel i Dagens Nyheter skrev de bland annat att de "avvisar en process som innebär att centralt dirigera fram en ny regionindelning", samt att deras utgångspunkt är "att områden i Sverige är olika och att utvecklingen måste få se olika ut i olika delar av landet".